# クリストファー・ノース (実業家)
クリストファー・コースン・ノース(Christopher Corson North、1970年10月 - )はアメリカのビジネスマンでオンライン小売企業シャッターフライのCEO。

## 若年期
クリストファー・ノースは1970年10月に生まれた。彼はハーバード・カレッジで経済学の学士号とニューヨーク大学で哲学の修士号を持っている。

## キャリア
ノースはブーズ・アレン・ハミルトンのメディアとエンターテイメント部門で経営コンサルタントとしてキャリアを始めた。その後ハーパーコリンズ・パブリッシングの副社長と電子出版の総合マネージャーになった。その後ハイパーコリンズカナダのCOOになった。その後彼はPhaidon Pressでグローバルマネージングディレクターを務めた。
彼は前立腺癌の治療のために辞任したブライアン・マクブライド(現在はASOS.comの会長)の後を継ぎ、2011年1月にAmazon UKのCEOに就任した。CEO就任以前はノースはアマゾンUKのメディアビジネスのトップだった。2016年5月31日、彼はオンライン写真専門小売業者シャッターフライのCEOになった。
ガーディアン紙によるとノースは「英国小売業界で最も力のある存在の一人」とされている。Evening Standardはノースを2011年のロンドンの最も影響力がある1000人のリスト内に位置付け「ノースは英国小売業界を揺るがしている」と述べた。

## 他の役職
ノースはBusiness for New Europeの諮問委員会の委員でもある。